# Коцонарос, Джордж
Джордж Коцона́рос (англ. George Kotsonaros, имя при рождении — Гео́ргиос Коцона́рос (греч. Γεώργιος Κωτσονάρος); 16 октября 1892, Нафплион, Пелопоннес, Королевство Греция — 13 июля 1933, Юто, Алабама, США) — американский профессиональный боксёр и актёр греческого происхождения. Снимался, главным образом, в немых кинофильмах.

## Биография
Родился в Нафплионе (Пелопоннес, Королевство Греция).
Благодаря смуглому и грозному лицу с искривлённым носом боксёра, Коцонарос часто играл роли «крутых парней» и профессиональных боксёров. В эпоху, когда бокс имел огромную популярность среди публики, фильмы об этом виде спорта представляли собой процветающий поджанр кино. Позднее начал карьеру рестлера.
Погиб 13 июля 1933 года в автомобильной катастрофе в возрасте 40 лет, когда его машина перевернулась по дороге через Алабаму.
Основная часть кинокартин с участием Коцонароса считается утерянной, как это имеет место в случае с большинством немых фильмов.

## Фильмография
| Год  |     | Русское название              | Оригинальное название             | Роль                   |
| ---- | --- | ----------------------------- | --------------------------------- | ---------------------- |
| 1926 | ф   | —                             | Vanishing Millions                | н/д                    |
| 1926 | ф   | —                             | Cupid’s Knockout                  | н/д                    |
| 1926 | ф   | —                             | While London Sleeps               | монах                  |
| 1927 | ф   | Когда мужчина любит           | When a Man Loves                  | осуждённый заключённый |
| 1927 | ф   | —                             | The Tender Hour                   | рестлер                |
| 1927 | ф   | —                             | Catch-As-Catch-Can                | силач                  |
| 1927 | ф   | Король джунглей               | The King of the Jungle            | н/д                    |
| 1927 | ф   | Волшебник                     | The Wizard                        | бандит                 |
| 1927 | ф   | Частная жизнь Елены Троянской | The Private Life of Helen of Troy | Гектор                 |
| 1927 | ф   | Ярмарка любви                 | The Love Mart                     | Флеминг Хенчман        |
| 1928 | ф   | —                             | The Fifty-Fifty Girl              | Бак                    |
| 1928 | ф   | Улица греха                   | Street of Sin                     | Железный Майк          |
| 1928 | ф   | Нищие жизни                   | Beggars of Life                   | Болди                  |
| 1928 | кор | И в лужу – плюх!              | We Faw Down                       | Келли «Один раунд»     |
| 1929 | ф   | Вечеринка                     | The Shakedown                     | Рофф                   |
| 1929 | ф   | —                             | The Body Punch                    | Пол Штайнерт           |
| 1930 | ф   | Опасный рай                   | Dangerous Paradise                | Педро                  |
| 1931 | ф   | —                             | Honeymoon Lane                    | Нолей                  |